# آنری دوکایی
آنری دوکایی (فرانسوی: Henri Decaë‎؛ ۳۱ ژوئیهٔ ۱۹۱۵ – ۷ مارس ۱۹۸۷) یک فیلم‌بردار اهل فرانسه بود. وی بین سال‌های ۱۹۴۹ تا ۱۹۸۷ میلادی فعالیت می‌کرد.

## فیلم‌شناسی
1. بوب قمارباز (۱۹۵۵)
2. عشاق (۱۹۵۸)
3. سرژ خوش‌تیپ (۱۹۵۸)
4. آسانسوری به سوی قتلگاه (۱۹۵۸)
5. چهارصد ضربه (۱۹۵۹)
6. پسرعموها (۱۹۵۹)
7. ظهر بنفش (۱۹۶۰)
8. زنان خوب (۱۹۶۰)
9. هفت گناه کبیره (۱۹۶۲)
10. دایره عشق (۱۹۶۴)
11. خانه شادی (۱۹۶۴)
12. لاله سیاه (۱۹۶۴)
13. سامورایی (۱۹۶۷)
14. دو آدم (۱۹۷۳)
15. عملیات سپیده‌دم (۱۹۷۵)